# Лейхтенбергия
Лейхтенбергия (лат. Leuchtenbergia) — монотипный род суккулентных растений семейства Кактусовые (Cactaceae) произрастающий в Мексике. На 2023 год включает один вид — Leuchtenbergia principis — Лейхтенбергия княжеская, или Лейхтенбергия принципис, или Лейхтенбергия превосходная.

## Название
Род Leuchtenbergia назван в честь французского герцога Лейхтенбергского Евгения Богарне (фр. Eugène Rose de Beauharnais; 1781—1824), увлеченного любителя растений. Русскоязычное название является транслитерацией латинского.
Видовой эпитет principis происходит от лат. principis — главный.

## Описание
Leuchtenbergia principis — одиночное растение. Стебель цилиндрический, с возрастом становится голым и пробковым у основания, образуя ствол толщиной 7,5 см. Бугорки длинные, тонкие, от серовато-зеленого до голубовато-зеленого цвета, напоминающие треугольные листья агавы с обрезанными кончиками, 6-15 см длиной, с пурпурно-красными пятнами на концах. Ареолы покрыты серым войлоком. Центральных колючек 1-2, до 20 см длиной. Лучевых колючек 8-14, до 5-10 см длиной.
Цветки крупные, воронковидные, ароматные, желтые, 5-10 см шириной. Плоды от зеленого до фиолетового, 3 см длиной и 2 см шириной, сизые, гладкие. При созревании дно плодов раскрывается и высвобождает несколько сотен крупных семян. В плоде примерно 208 семян от серого до черного цвета. В 1 грамме - 250 семян.

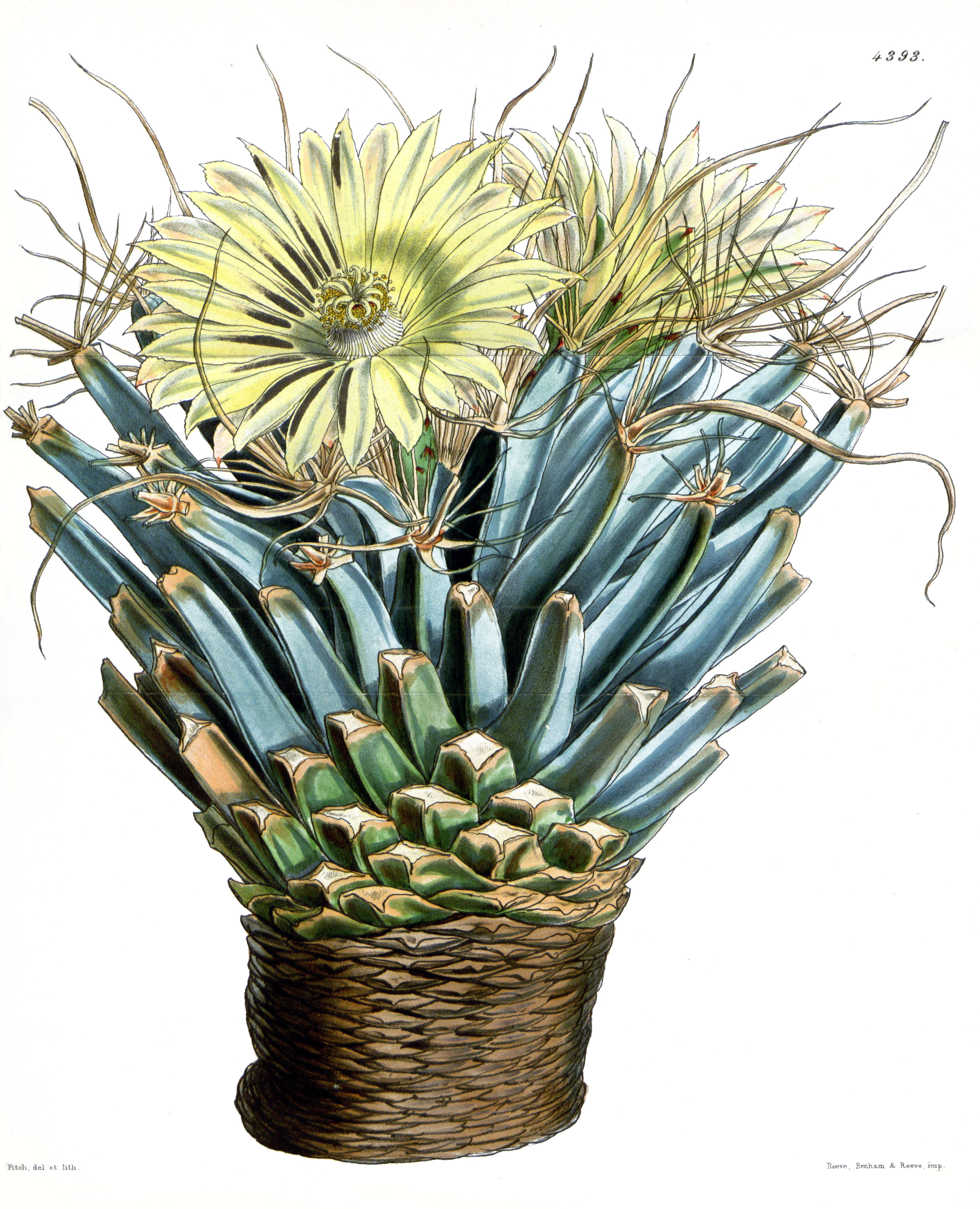
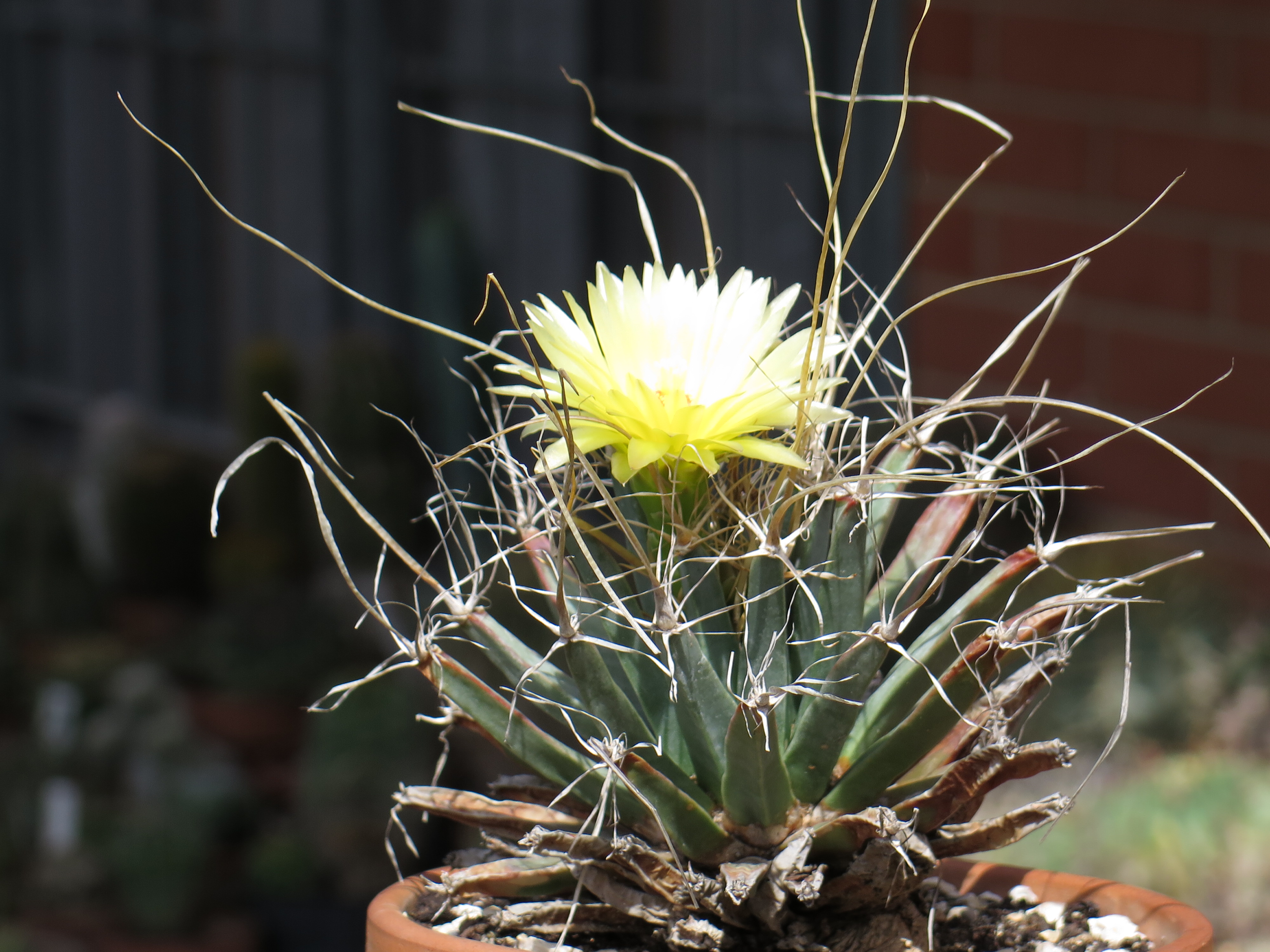
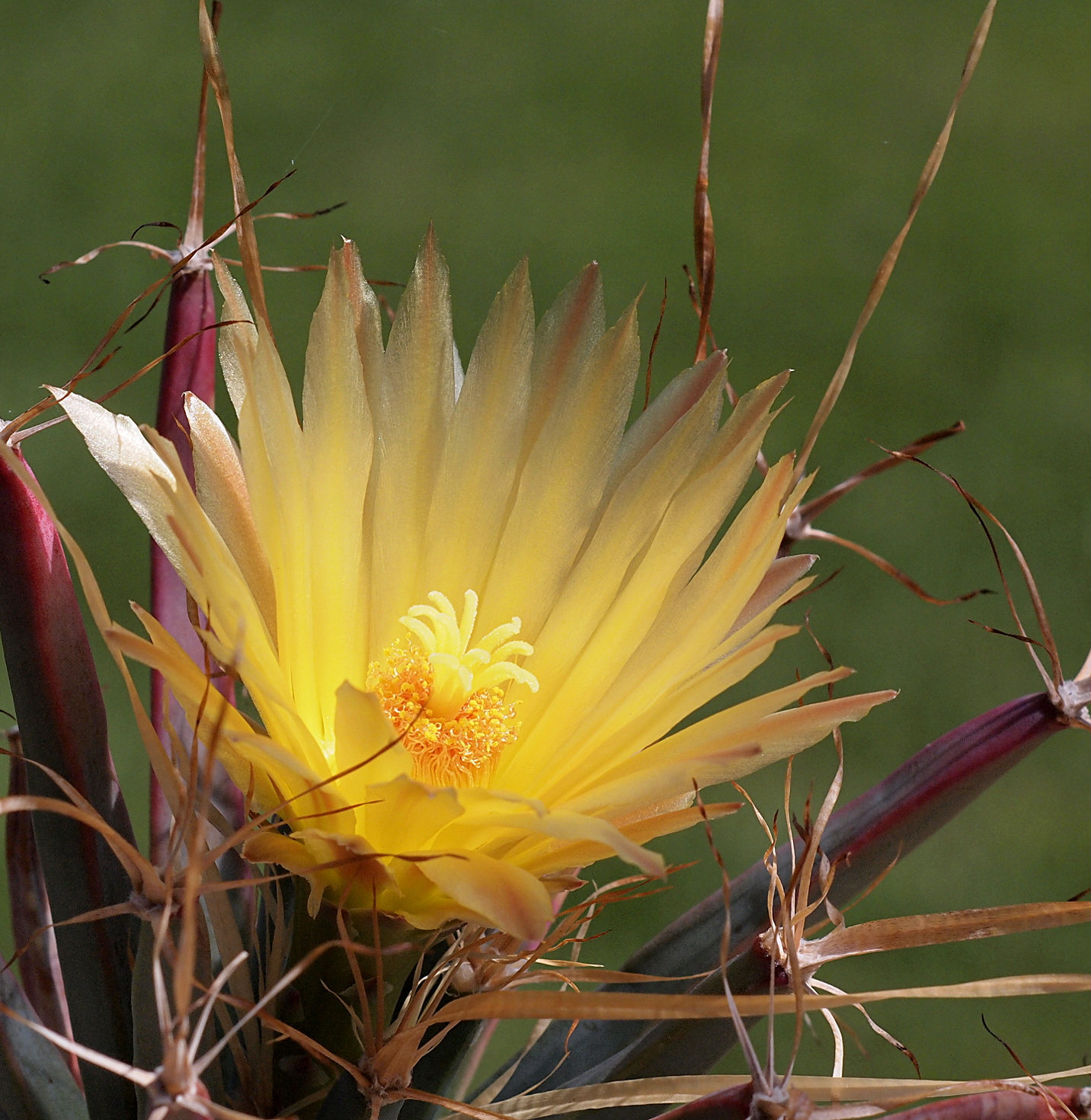
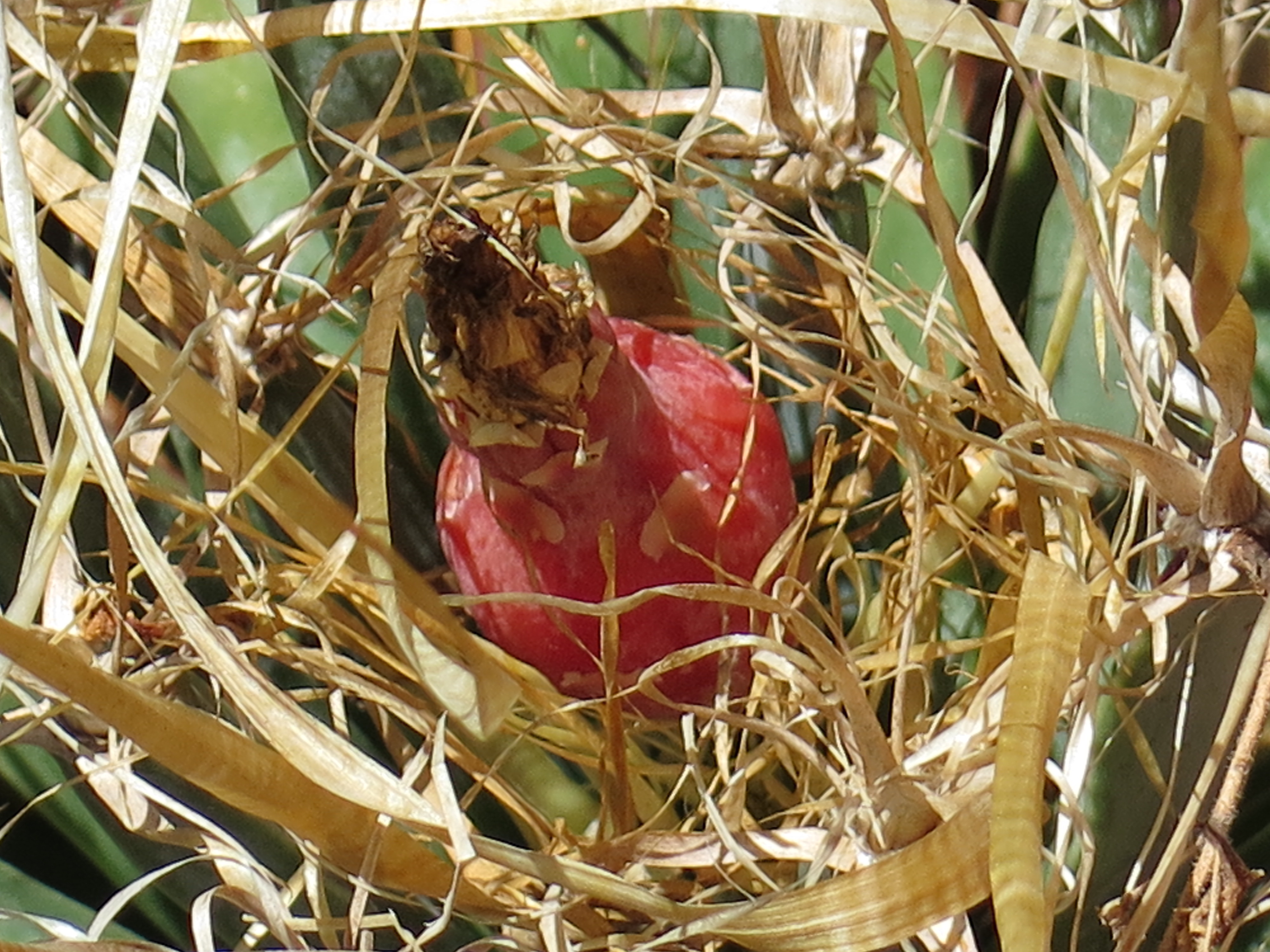

## Распространение
Природный ареал — Мексика. Растет в основном в биоме пустыни, полупустыни или кустарниковой степи, на известняковой почве, на высоте 1500-2000 м над уровнем моря.

## Таксономия
Leuchtenbergia Hook., первое упоминание в Bot. Mag. 74: t. 4393 (1848).

### Виды
По данным сайта Plants of the World Online на 2023 год, род включает один подтвержденный вид:
Leuchtenbergia principis Fisch. ex Hook. — Лейхтенбергия княжеская, или Лейхтенбергия принципис, или Лейхтенбергия превосходная